# Daloa

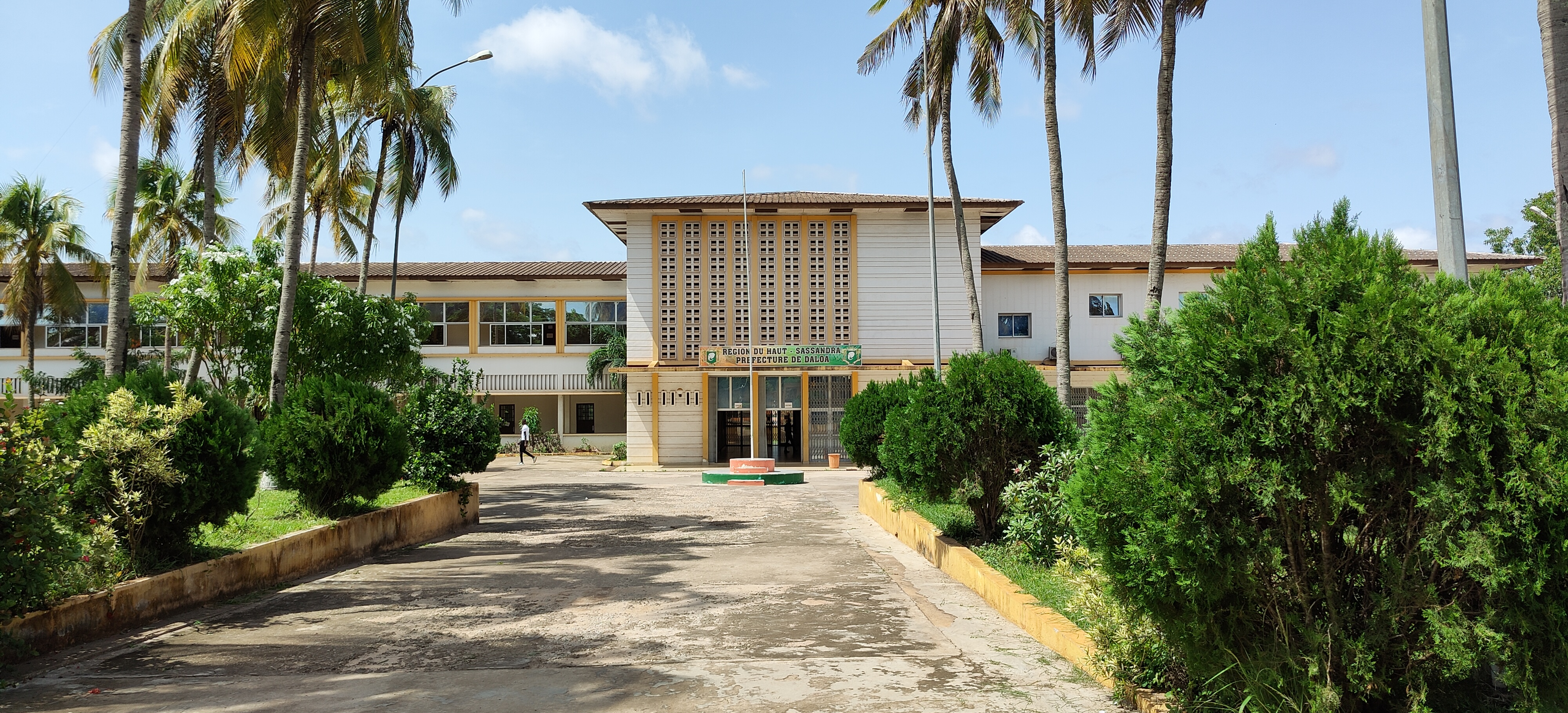
Präfektur

Daloa ist eine Stadt im Westen der Elfenbeinküste mit 319.427 Einwohnern laut Zensus von 2014. Sie ist Hauptstadt der Region Haut-Sassandra und innerhalb dieser auch des Departements Daloa, zudem Sitz des Bistums Daloa.

## Infrastruktur
Daloa liegt an bedeutenden Nord-Süd- und Ost-West-Routen und gilt als Zentrum des Kakaohandels in der Elfenbeinküste. Auch Kaffee, Kolanüsse und Sipo-Holz aus der Region werden von hier zur Verschiffung an die Küste gebracht. Auf lokaler Ebene ist Daloa Handelszentrum für Reis, Maniok, Yams, Bananen und Baumwolle.
Daloa liegt außerdem an der Hauptverbindung nach Yamoussoukro und nach San-Pédro.

## Geschichte
Daloa wurde von zwei Afrikanern, Gboto von den Bété und Dalo von den Gouro, gegründet und wurde 1903 französischer Militärposten.
Im Bürgerkrieg in der Elfenbeinküste war Daloa zwischen Regierung und Rebellen umkämpft. Nach der Einnahme der Stadt 2002 durch Regierungstruppen wurden mehrere Dutzend Zivilisten getötet, da sie verdächtigt wurden, die Rebellen der Mouvement patriotique de Côte d’Ivoire zu unterstützen.
Im Zuge der Regierungskrise 2010/2011 fiel die Stadt am 29. März 2011 in die Hand der Forces républicaines de Côte d’Ivoire.

## Bevölkerung
Wichtigste Volksgruppen in der Stadt sind die Bété und Gouro, in jüngerer Zeit sind auch Baule, Dioula und Mossi zugewandert.

## Partnerstädte
- Pau, Frankreich
- Campinas, Brasilien

## Persönlichkeiten
- Jessika Gbai (* 1998), Sprinterin